# Spaced (groupe)
 (juin 2025).
 (juin 2025).
La mise en forme du texte ne suit pas les recommandations de Wikipédia : il faut le « wikifier ».
Les points d'amélioration suivants sont les cas les plus fréquents :
- Les titres sont pré-formatés par le logiciel. Ils ne sont ni en capitales, ni en gras.
- Le texte ne doit pas être écrit en capitales (les noms de famille non plus), ni en gras, ni en italique, ni en « petit »…
- Le gras n'est utilisé que pour surligner le titre de l'article dans l'introduction, une seule fois.
- L'italique est rarement utilisé : mots en langue étrangère, titres d'œuvres, noms de bateaux, etc.
- Les citations ne sont pas en italique mais en corps de texte normal. Elles sont entourées par des guillemets français : « et ».
- Les listes à puces sont à éviter, des paragraphes rédigés étant largement préférés. Les tableaux sont à réserver à la présentation de données structurées (résultats, etc.).
- Les appels de note de bas de page (petits chiffres en exposant, introduits par l'outil «  Source ») sont à placer entre la fin de phrase et le point final[comme ça].
- Les liens internes (vers d'autres articles de Wikipédia) sont à choisir avec parcimonie. Créez des liens vers des articles approfondissant le sujet. Les termes génériques sans rapport avec le sujet sont à éviter, ainsi que les répétitions de liens vers un même terme.
- Les liens externes sont à placer uniquement dans une section « Liens externes », à la fin de l'article. Ces liens sont à choisir avec parcimonie suivant les règles définies. Si un lien sert de source à l'article, son insertion dans le texte est à faire par les notes de bas de page.
- La présentation des références doit suivre les conventions bibliographiques. Il est recommandé d'utiliser les modèles {{Ouvrage}}, {{Chapitre}}, {{Article}}, {{Lien web}} et/ou {{Bibliographie}}. Le mode d'édition visuel peut mettre en forme automatiquement les références.
- Insérer une infobox (cadre d'informations à droite) n'est pas obligatoire pour parachever la mise en page.

Pour une aide détaillée, merci de consulter Aide:Wikification.
Si vous pensez que ces points ont été résolus, vous pouvez retirer ce bandeau et améliorer la mise en forme d'un autre article.
SPACED  est un groupe américain de punk hardcore, originaire de Buffalo dans l'État de New York.

## Biographie
SPACED se forme en 2021 dans à Buffalo (New York) , dans ses textes, le groupe traite des thèmes politiques comme les discriminations et les oppressions.
Le groupe décrit son style comme du "Far Out Hardcore", une fusion entre du hardcore et des éléments psychédéliques ainsi que des influences de pop punk. Leur musique est caractérisée par des riffs incisifs, des breaks puissants et des passages aériens. Les influences musicales du groupe sont Turnstile et Trapped Under Ice
Le groupe signe chez le label américain Revelations Records en 2024.

## Membres

### Membres actuels
- Lexi Reyngoudt – chant;
- Donny Arthur – Guitare;
- Dan McCormick – Batterie;
- John Vaughan – basse;
- Joe Morganti – Guitare[5].

## Discographie

### Albums studio
- This Is All We Ever Get (2024, Revelation Records)[6].

### EP & Compilations
- Demo (2021, Auto-produit)
- Two New Joints (2021, New Morality Zine)
- Buffalo Style (2022, Crew Cuts Records)
- Spaced Jams (2022, New Morality Zine)
- Far Out Hardcore (2023, New Morality Zine)